# Major Tom (völlig losgelöst)
Major Tom (völlig losgelöst) is een nummer van de Duitse zanger Peter Schilling. Het verscheen op zijn album Fehler im System uit 1982. In november dat jaar werd het nummer eerst in de Duitstalige landen (Duitsland, Oostenrijk, Zwitserland) uitgebracht als de eerste single van het album. Op 12 maart 1983 volgden Nederland en België en op 24 maart de rest van Europa, Australië, Nieuw-Zeeland, Zuid-Afrika, de VS en Canada. In 1990 werd het nummer op cd-single uitgebracht.

## Achtergrond
Major Tom (völlig losgelöst), naar het Nederlands te vertalen als Majoor Tom (helemaal los), is geschreven door Schilling en David Harland Lodge en geproduceerd door Schilling en Armin Sabol. Het nummer is geschreven als Duitse versie van Space Oddity van David Bowie. In beide nummers is het karakter Major Tom een astronaut die het contact met de aarde verliest.
Major Tom (völlig losgelöst) kwam oorspronkelijk niet verder dan plaats 73 in de Duitse hitlijsten. Na het ontstaan van de hype rond de Neue Deutsche Welle in de Duitstalige landen, keerde de plaat begin 1983 terug in de hitlijsten en wist de nummer 1-positie te behalen, waar het acht weken bleef staan. De plaat werd destijds door Schilling en zijn band ook veelvuldig live op televisie gezongen in de maandelijkse ZDF-Hitparade met Dieter Thomas Heck.
Korte tijd later stond de single ook op 1 in Oostenrijk en Zwitserland. Gedurende het jaar 1983 bereikte de single ook in andere Europese landen de hitlijsten.
In Nederland was de plaat op vrijdag 11 maart 1983 Veronica Alarmschijf op Hilversum 3 en werd een gigantische hit in de destijds drie landelijke hitlijsten op de nationale publieke popzender. De plaat bereikte de 2e positie in zowel de Nederlandse Top 40, Nationale Hitparade als de TROS Top 50. In de Europese hitlijst op Hilversum 3, de TROS Europarade, bereikte de plaat eveneens de 2e positie. 
In België bereikte de plaat de 3e positie in zowel de voorloper van de Vlaamse Ultratop 50 als de  Vlaamse Radio 2 Top 30. In Wallonië werd géén notering behaald.
Deze versie van het nummer werd ook gebruikt in de film Atomic Blonde.
Als gevolg van het grote succes van de Duitse versie, werd er ook een Engelstalige versie uitgebracht, onder de titel Major Tom (Coming Home). Deze kwam in het Verenigd Koninkrijk niet verder dan de 42e positie in de UK Singles Chart, maar in de Verenigde Staten bereikte de plaat de 14e positie en in Canada werd het een nummer 1-hit. Deze versie werd gebruikt in de televisieseries Deutschland 83, Breaking Bad, The Americans, The Blacklist en The Umbrella Academy. Het album Fehler im System kende ook een Engelstalige uitgave onder de titel Error in the System.
Major Tom (völlig losgelöst) is in diverse talen gecoverd door onder anderen Apoptygma Berzerk, Face to Face, Global Kryner, Gunther Levi, Milking the Goatmachine, Plastic Bertrand, William Shatner, Shiny Toy Guns en Otto Waalkes. Schilling maakte zelf in 1994, 2000 en 2003 een aantal remixen van het nummer. De eerste twee remixen behaalden in thuisland Duitsland respectievelijk de posities 29 en 83 in de hitlijsten.
In de eerste helft van de jaren '20 kreeg het nummer opnieuw aandacht. Zo was het nummer in 2024 te horen rondom het EK voetbal in Duitsland, omdat het in stadions gedraaid werd bij goals van het Duitse elftal. In januari 2025 werd een cover van de Engelse versie van het nummer gebruikt als achtergrondmuziek in een internationaal uitgezonden tv-spotje voor de Peugeot e-5008.
Sinds de editie van december 2018 staat de plaat genoteerd in de jaarlijkse NPO Radio 2 Top 2000 van de Nederlandse publieke radiozender NPO Radio 2, met als hoogste notering een 487e positie in 2024.

## Hitnoteringen

### Nederlandse Top 40
| Hitnotering: 18-03-1983 t/m 13-05-1983 | Hitnotering: 18-03-1983 t/m 13-05-1983 | Hitnotering: 18-03-1983 t/m 13-05-1983 | Hitnotering: 18-03-1983 t/m 13-05-1983 | Hitnotering: 18-03-1983 t/m 13-05-1983 | Hitnotering: 18-03-1983 t/m 13-05-1983 | Hitnotering: 18-03-1983 t/m 13-05-1983 | Hitnotering: 18-03-1983 t/m 13-05-1983 | Hitnotering: 18-03-1983 t/m 13-05-1983 | Hitnotering: 18-03-1983 t/m 13-05-1983 | Hitnotering: 18-03-1983 t/m 13-05-1983 |
| Week                                   | 1                                      | 2                                      | 3                                      | 4                                      | 5                                      | 6                                      | 7                                      | 8                                      | 9                                      |                                        |
| -------------------------------------- | -------------------------------------- | -------------------------------------- | -------------------------------------- | -------------------------------------- | -------------------------------------- | -------------------------------------- | -------------------------------------- | -------------------------------------- | -------------------------------------- | -------------------------------------- |
| Positie                                | 17                                     | 10                                     | 5                                      | 4                                      | 2                                      | 2                                      | 6                                      | 19                                     | 34                                     | uit                                    |

### Nationale Hitparade
| Hitnotering: 26-03-1983 t/m 28-05-1983 | Hitnotering: 26-03-1983 t/m 28-05-1983 | Hitnotering: 26-03-1983 t/m 28-05-1983 | Hitnotering: 26-03-1983 t/m 28-05-1983 | Hitnotering: 26-03-1983 t/m 28-05-1983 | Hitnotering: 26-03-1983 t/m 28-05-1983 | Hitnotering: 26-03-1983 t/m 28-05-1983 | Hitnotering: 26-03-1983 t/m 28-05-1983 | Hitnotering: 26-03-1983 t/m 28-05-1983 | Hitnotering: 26-03-1983 t/m 28-05-1983 | Hitnotering: 26-03-1983 t/m 28-05-1983 | Hitnotering: 26-03-1983 t/m 28-05-1983 |
| Week                                   | 1                                      | 2                                      | 3                                      | 4                                      | 5                                      | 6                                      | 7                                      | 8                                      | 9                                      | 10                                     |                                        |
| -------------------------------------- | -------------------------------------- | -------------------------------------- | -------------------------------------- | -------------------------------------- | -------------------------------------- | -------------------------------------- | -------------------------------------- | -------------------------------------- | -------------------------------------- | -------------------------------------- | -------------------------------------- |
| Positie                                | 11                                     | 5                                      | 2                                      | 2                                      | 3                                      | 6                                      | 19                                     | 26                                     | 41                                     | 47                                     | uit                                    |

### TROS Top 50
Hitnotering: 17-03-1983 t/m 12-05-1983 met als hoogste notering #2.

### TROS Europarade
Hitnotering: 06-2-1983 t/m 15-05-1983. Hoogste notering; #2 (1 week). 

### NPO Radio 2 Top 2000
| Nummer met noteringen in de NPO Radio 2 Top 2000 | '18  | '19  | '20 | '21 | '22 | '23 | '24 |
| ------------------------------------------------ | ---- | ---- | --- | --- | --- | --- | --- |
| Major Tom (Völlig losgelöst)                     | 1559 | 1385 | 848 | 760 | 799 | 705 | 487 |

1. ↑  Een vetgedrukt getal geeft de hoogste notering aan.
2. ↑  2018 was het eerste jaar met een notering voor dit nummer.